# Liste der Baudenkmale in Freepsum
Die Liste der Baudenkmale in Freepsum enthält die nach dem Niedersächsischen Denkmalschutzgesetz geschützten Baudenkmale in dem ostfriesischen Ort Freepsum, der zu der Gemeinde Krummhörn gehört. Die Quelle der Baudenkmale ist der Denkmalatlas Niedersachsen. Der Stand der Liste ist der 29. März 2024.

## Allgemein
In den Spalten befinden sich folgende Informationen:
- Lage: die Adresse des Baudenkmales und die geographischen Koordinaten. Kartenansicht, um Koordinaten zu setzen. In der Kartenansicht sind Baudenkmale ohne Koordinaten mit einem roten Marker dargestellt und können in der Karte gesetzt werden. Baudenkmale ohne Bild sind mit einem blauen Marker gekennzeichnet, Baudenkmale mit Bild mit einem grünen Marker.
- Bezeichnung: Bezeichnung des Baudenkmales
- Beschreibung: die Beschreibung des Baudenkmales. Unter § 3 Abs. 2 NDSchG werden Einzeldenkmale und unter § 3 Abs. 3 NDSchG Gruppen baulicher Anlagen und deren Bestandteile ausgewiesen.
- ID: die Objekt-ID des Baudenkmales
- Bild: ein Bild des Baudenkmales, ggf. zusätzlich mit einem Link zu weiteren Fotos des Baudenkmals im Medienarchiv Wikimedia Commons. Wenn man auf das Kamerasymbol klickt, können Fotos zu Baudenkmalen aus dieser Liste hochgeladen werden:

| Lage                                        | Bezeichnung               | Beschreibung | ID       | Bild           |
| ------------------------------------------- | ------------------------- | --- | -------- | -------------- |
| Am Spielplatz 15 53° 25′ 3″ N, 7° 8′ 3″ O   | Wohn-/ Wirtschaftsgebäude | | 38550096 | BW             |
| An der Dorflinde 8 53° 25′ 3″ N, 7° 8′ 7″ O | Kirche                    | Einschiffiger romanischer Backsteinbau; die ursprünglichen Rundbogenfenster vermauert oder verändert. 1. Hälfte 13. Jh.      | 34660654 | Weitere Bilder |
| An der Dorflinde 8 53° 25′ 3″ N, 7° 8′ 7″ O | Glockenturm               | Zweigeschossiger Backsteinbau unter Pyramidendach. Bei Umbauten eine Parallelwand und das dritte Bogenjoch entfernt. 14. Jh. | 34660630 |                |
| An der Dorflinde 8 53° 25′ 3″ N, 7° 8′ 9″ O | Friedhof                  | | 34660607 | BW             |